# Dodge Daytona
Dodge Daytona — спортивный автомобиль производства компании Dodge, принадлежащей концерну Chrysler Corporation. Вытеснен с конвейера моделью Dodge Avenger.

## История
Автомобиль Dodge Daytona впервые был представлен 1 сентября 1983 года. Серийно автомобиль производился с 1984 года.
Первоначально автомобиль оснащался двигателем внутреннего сгорания Chrysler K мощностью 93—142 л. с. В 1986 году мощность двигателя была увеличена до 146 л. с.
В 1987 году автомобиль прошёл рестайлинг. Были добавлены скрытые фары. На некоторые автомобили устанавливали двигатели V8 от Lamborghini Jalpa.
В 1989 году была представлена модель ES. В 1990 году автомобиль прошёл рестайлинг. С 1992 по 1993 год автомобиль производился в Сент-Луисе. 26 февраля 1993 года автомобиль был снят с производства.

## Chrysler Laser
Chrysler Laser — спортивный автомобиль производства компании Chrysler. Выпускался с 1984 по 1986 год.

## Продажи
| Год   | Всего  |
| ----- | ------ |
| 1984  | 49347  |
| 1985  | 47519  |
| 1986  | 44366  |
| 1987  | 33104  |
| 1988  | 66677  |
| 1989  | 69998  |
| 1990  | 38488  |
| 1991  | 17523  |
| 1992  | 10937  |
| 1993  | 9062   |
| Всего | 387021 |

## Галерея

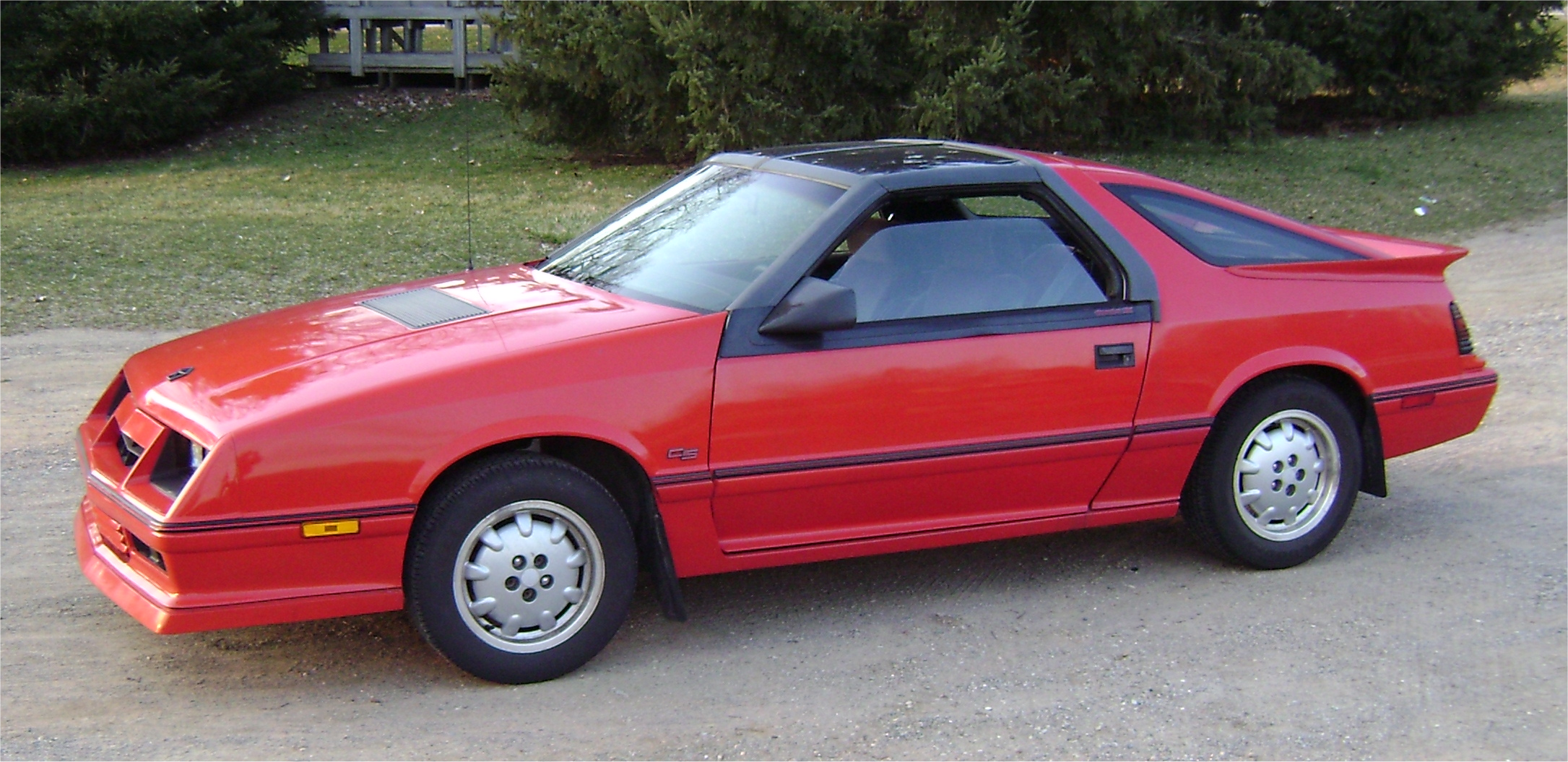
Daytona Turbo Z CS
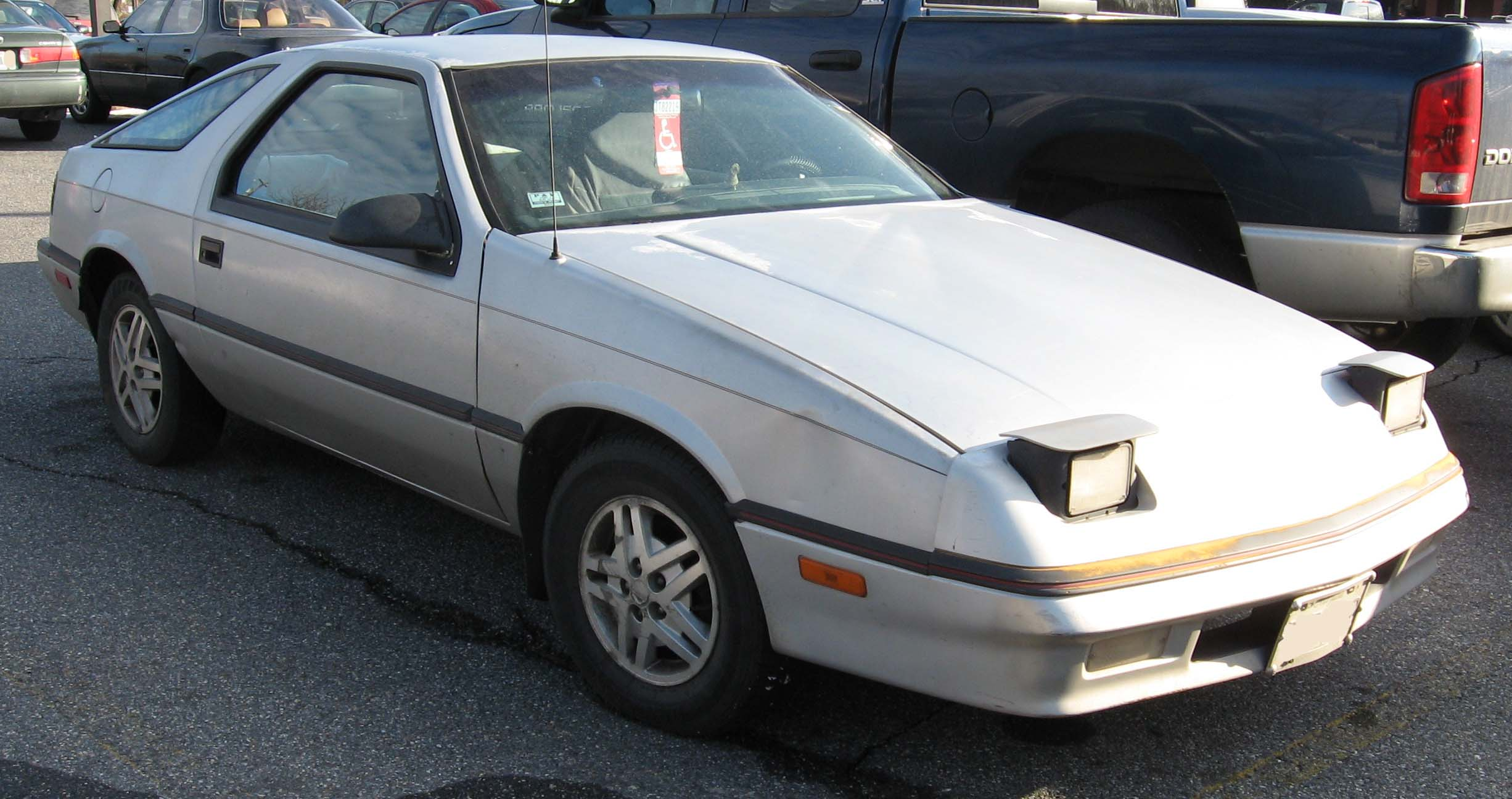
Dodge Daytona
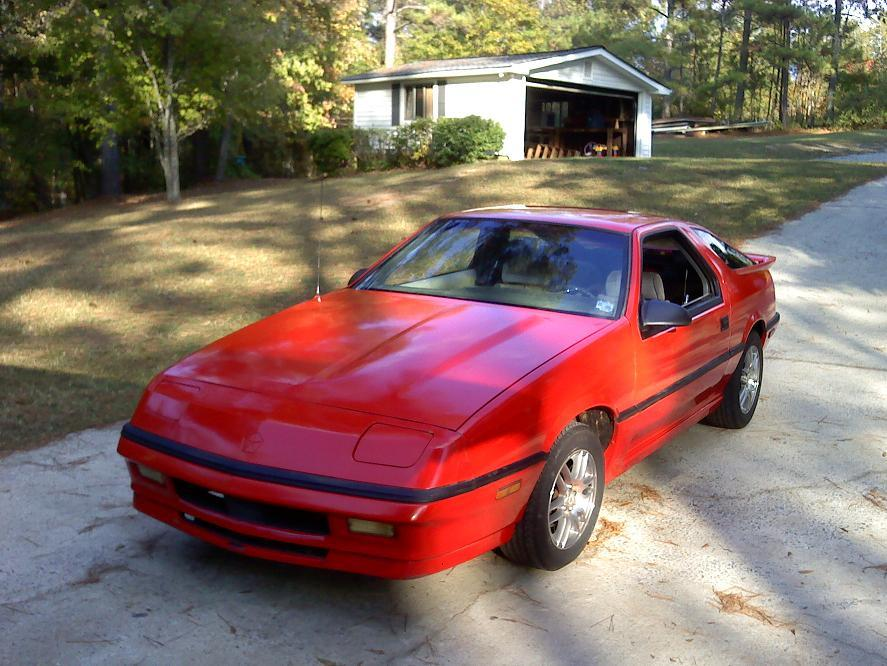
Dodge Daytona Shelby Z
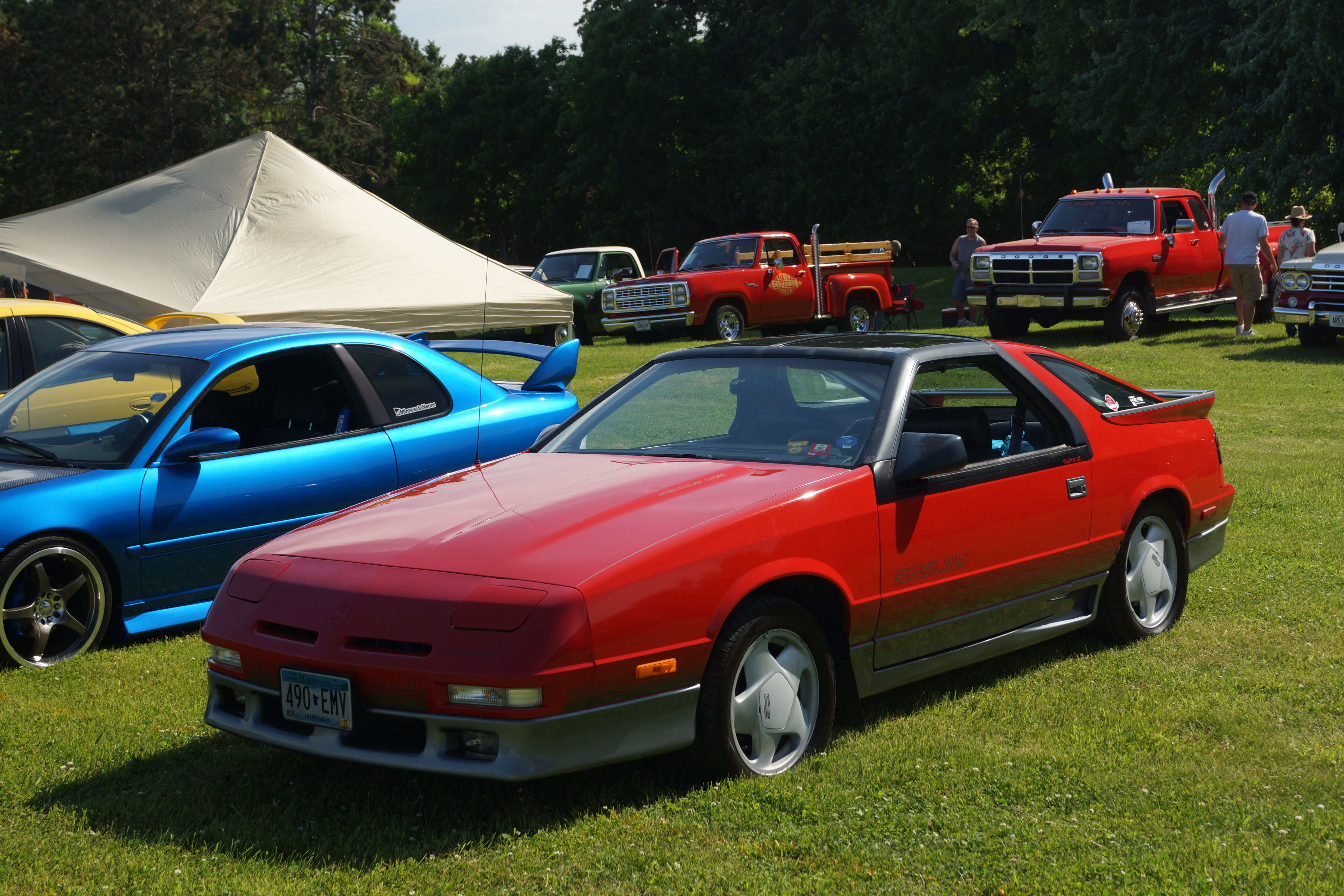
Dodge Daytona Shelby
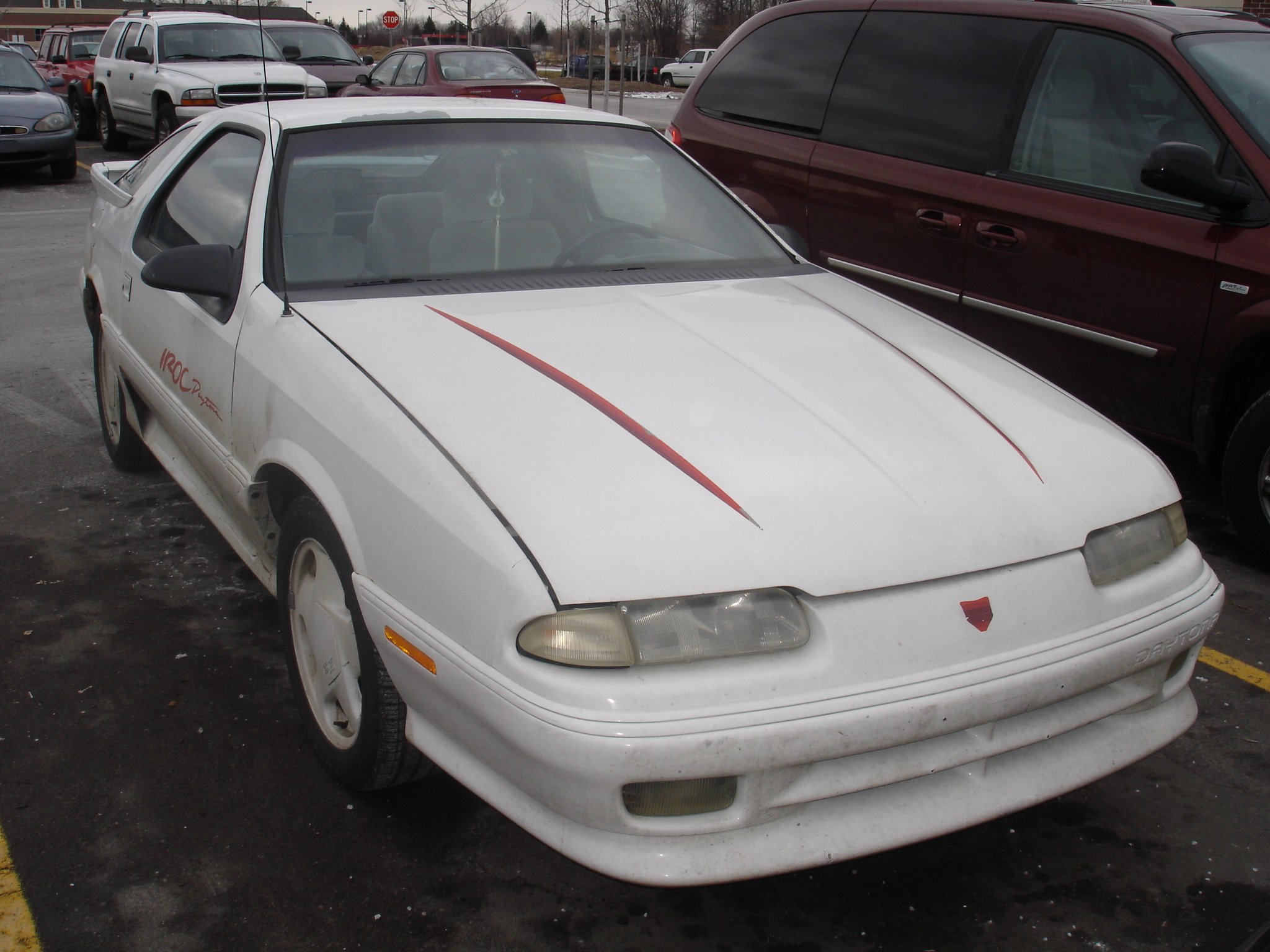
Dodge Daytona
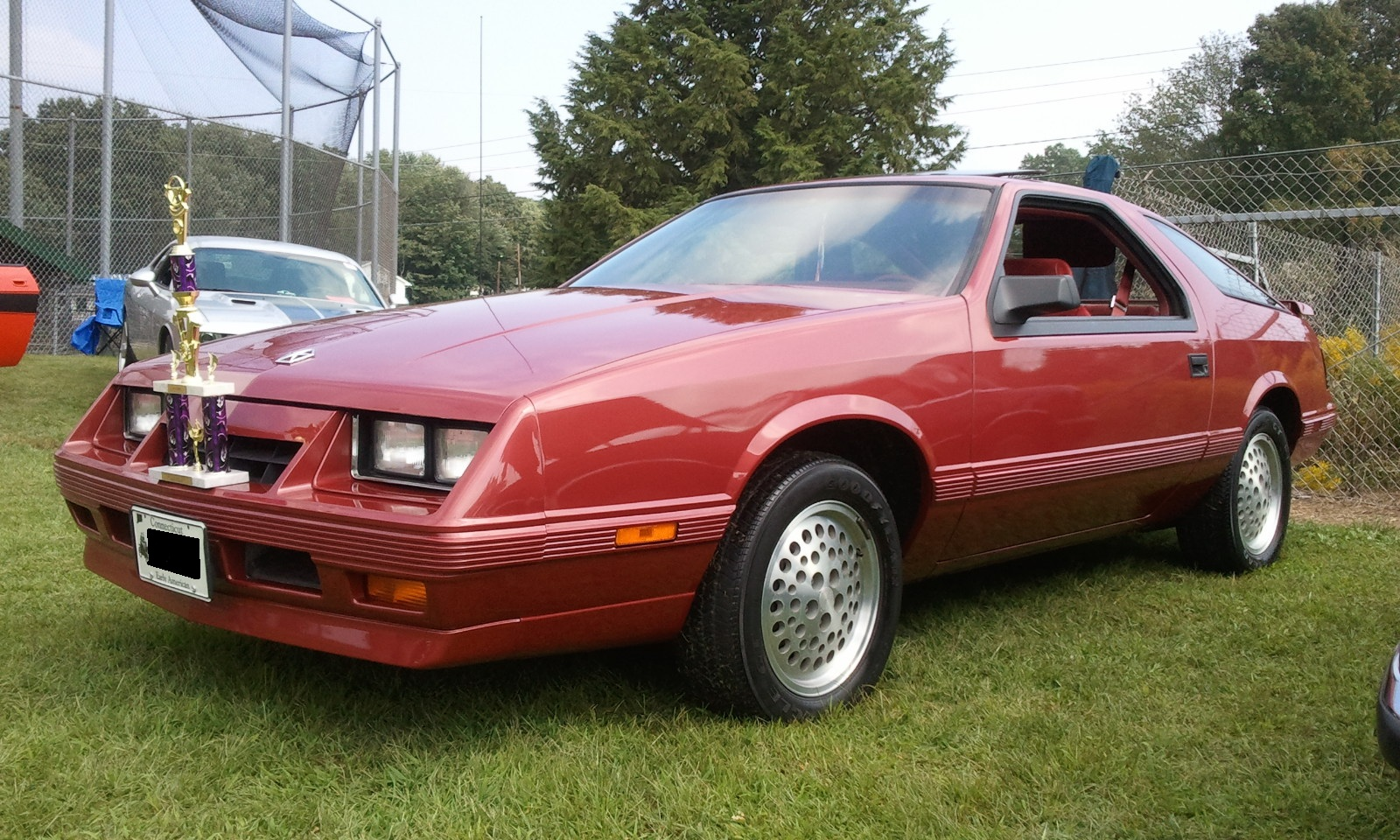
Chrysler Laser XE